# Augochlora oedesis
Augochlora oedesis är en biart som först beskrevs av Joseph Vachal 1911.  Augochlora oedesis ingår i släktet Augochlora och familjen vägbin. Inga underarter finns listade.